# Rafaela Pinah
Rafaela Pinah (Rio de Janeiro) é uma stylist, diretora criativa, curadora brasileira. Além disso é fundadora da Coolhunter Favela, escritório de pesquisa etnográfica que procura localizar e decodificar tendências e movimentos populares. Mulher trans e negra, Rafaela usa seu trabalho para resgatar a cultura de pessoas negras e periféricas.

## Biografia
Com um trabalho atualmente reconhecido dentro e fora do país, Rafaela iniciou sua carreira se formando em Moda pelo Senai Cetigt e trabalhando com marcas como Nike, Adidas, Natura e Rider. E também como diretora criativa da empresa de moda brasileira Farm. Ao longo de sua carreira, Rafaela também integrou a exposição Da Kutanda ao Quitandinha no Centro Cultural Sesc Quitandinha em Petrópolis exposição especial em comemoração aos 80 anos do centro. Além disso, também é diretora de cena pela Ladybird.
Também colaborou com o fotógrafo irlandês William Rice, em um projeto que visou retratar a cultura da juventude LGBTQIAP+ carioca, durante o governo de extrema direita do ex presidente do país, Jair Bolsonaro. Rafaela, responsável pelo styling das fotografias desse trabalho que resultou na publicação O Novo Rio teve como proposta resgatar a camisa da seleção brasileira como um ícone da cultura periférica em um momento em que ela se tornou um símbolo político associado ao bolsonarismo. 
Nascida na Zona Oeste no Rio de Janeiro, em Realengo, em seu trabalho com a Coolhunter Favela, Rafaela trabalha como pesquisadora etnográfica com o objetivo de identificar as tendências da periferia carioca e torna-las visíveis para outros contextos dentro e fora do país.